# Zero Wing
Zero Wing är ett arkadspel, lanserat av Toaplan 1989. I versionen för Sega Megadrive (Sega Genesis) förekom frasen All your base are belong to us som kanske är främsta anledningen till att spelet är så känt. Det sägs att för att spara pengar anlitades inte en professionell översättare till spelet vilket gjorde att översättningen blev bristfällig. Musiken till spelet är skriven av Tatsuya Uemura och samplades av The Laziest Men on Mars i musiken till den populära All your base-flashanimationen.